# Arenas de Silencio
Arenas de Silencio: Olas de valor (en inglés Sands of Silence: Waves of Courage) es una película documental de 2016 dirigida, escrita y producida por la cineasta Chelo Álvarez-Stehle. La trama aborda todo el espectro de la violencia sexual, desde el abuso sexual infantil al abuso del clero y la trata. Fue filmada en México, Nepal, España y Estados Unidos. 
La película ha recibido galardones a ambos lados del Atláncico, desde el premio a Mejor Largometraje Documental en los Premios de Periodismo del Sur de California SoCal Journalism Awards otorgados por Los Angeles Press Club y la nominación a Mejor Documental en los 32nd. Imagen Awards en Hollywood, a la Biznaga de Plata Afirmando los Derechos de la Mujer en el Festival de Málaga.

## Sinopsis
Tras dedicar más de 20 años a exponer el submundo de la explotación sexual y la trata en Asia y las Américas, la periodista Chelo Álvarez-Stehle se ve en la necesidad de volver a la playa de Zarauz que dio fin a su infancia con el fin de desvelar secretos de familia. 
En 1997, Álvarez-Stehle viaja a Nepal donde conoce a Charimaya Tamang (Anu), una de las más de 200 supervivientes de trata nepalesas rescatadas de burdeles de Bombay, en una redada organizada por los gobiernos de la India y Nepal el año anterior. Anu es la primera superviviente que logra enviar a la cárcel a sus traficantes, pero la familia de estos la somete a duras represalias durante años.
En el 2008, conoce a Virginia Isaías, una mujer mexicana residente en California que fue secuestrada en México mientras daba el pecho a Lala, su bebé de seis meses, por una red de trata que la forzó a prostituirse en Chiapas. Un diálogo visual yuxtapone las experiencias personales de la cineasta con las de la Virginia y el afán a vida o muerte de esta por romper el ciclo de explotación sexual que la arrolla. Virginia consigue liberarse de los traficantes con su bebé en el regazo y cruza la frontera de EE. UU. en busca de libertad.
La película va trazando las historias de Anu y Virginia quienes, tras invertir más de una década reconstruyendo su vida, se convierten en activistas contra la violencia sexual y la trata. Al cumplir 17 años, Lala rompe el silencio en cámara sobre la violencia que marcó su infancia.
Inspirada por el valor de Anu y Virginia, la cineasta decide ahondar en su inquebrantable pasión por denunciar este tipo de historias. De ahí nace un viaje paralelo de introspección que quiebra el silencio sobre el abuso sexual en su familia y en su propia vida.

## Recepción y crítica
El eco del largometraje documental Arenas de Silencio: Olas de valor ha reverberado en todos los continentes.
En julio de 2017, la directora Álvarez-Stehle fue invitada a presentar la película en el Foro Político de Alto Nivel sobre el Desarrollo Sostenible en las Naciones Unidas en Nueva York.
Con ocasión del Día Internacional de la Eliminación de la Violencia de Género contra la Mujer de 2017 el Grupo de la Alianza Progresista de Socialistas y Demócratas (S&D). PES Women Party of European Socialists invitaron a la directora a presentar la película en el Parlamento Europeo.
El mismo día 25 de noviembre de 2017, con ocasión de dicho Día Internacional, RTVE emitió Arenas de Silencio en el programa La noche temática.
La película ha participado en la selección oficial de 34 festivales en todo el mundo, recibiendo doce galardones en las Américas y Europa (ver Premios) desde su estreno en el Festival de Málaga Cine en Español  donde recibió el Primer Premio y la Biznaga de Plata en la sección Afirmando los Derechos de la Mujer. Recibió el premio a Mejor Documental en el Malibu International Film Festival y en los Premios de Periodismo del Sur de California otorgados por el Los Angeles Press Club. Recibió el Premio de la Audiencia en el Festival Internacional de Malibú y el Premio de la Audiencia a Mejor Largometraje Documental en el Awareness Film Festival de Los Ángeles y fue nominado a Mejor Documental en los Imagen Awards de Hollywood, considerados los Globos de Oro latinos.
El jurado de los 59 Premios de Periodismo del Sur de California, compuesto por miembros del Los Angeles Press Club y el National Press Club (United States) en Washington D. C. comentó al otorgarle el Premio 2017 al Mejor Documental: “En una candente exploración de la explotación sexual y la trata de mujeres a nivel mundial, la periodista Chelo Álvarez-Stehle documenta también el abuso sexual de sus familiares y el suyo propio, mientras se esfuerzan por enfrentarse a esa realidad y tratan de sanar. Un conmovedor documental sobre mujeres que abordan el estrés psicológico y fisiológico del abuso".
Al otro lado del Atlántico, el jurado del Premi fada a la Cultura 2017, que la Fundació Vicki Bernadet otorga bianualmente en Barcelona a obras culturales sobre el abuso sexual, comentó al otorgarle el galardón como finalista única: “Arenas de Silencio es un canto a la vida y a la reconciliación con el pasado. Una obra que nos enseña que sólo es posible salir adelante de los efectos devastadores del abuso sexual si estamos acompañados”.
La prensa norteamericana se empezó a hacer eco del impacto social de Arenas de Silencio ya antes de su estreno. En el 2012, el diario Malibu Times la llama “una celebración del valor de las supervivientes” y la emisora Voice of America reconoce el mérito del documental: “En California se está haciendo un gran esfuerzo para luchar contra el tráfico humano… Como el documental en producción Sands of Silence y el juego en línea para educar a los jóvenes que Álvarez-Stehle está desarrollando”.
La revista Forbes recogió el esfuerzo de recaudación de fondos de Arenas de Silencio en las nuevas plataformas digitales como parte de la estrategia de financiación: “Películas como Arenas de Silencio utilizan la tecnología para dar voz a las víctimas y supervivientes del abuso sexual y apelan al público a tomar pasos para poner fin a la cultura de silencio y estigma asociados con la explotación sexual”.
La periodista Patt Morrison del diario Los Angeles Times, expresó en el debate que siguió a la presentación de la película en el Los Angeles Press Club: “Tu película es profundamente impactante”.
Guadalupe Lizárraga, editora del diario digital Los Angeles Press, afirmó: “Las investigaciones sobre violencia sexual de Chelo Álvarez-Stehle no se han quedado del lado de las víctimas. Ha visitado cárceles para escuchar a los agresores sexuales. La única forma de sanar a la sociedad es escucharlos”, dice convencida… "si no los escuchamos, no vamos a sanar el tejido social”.
Tras su presentación en España, el presentador de RTVE Antonio Gárate llamó a la película “conmovedora… impactante… fascinante”, durante una entrevista el 19 de marzo de 2017 a la directora Chelo Álvarez-Stehle y a la protagonista, Virginia Isaias, superviviente de trata y fundadora de la Fundación de Sobrevivientes de Tráfico Humano en California.
En El Mundo, Rafael  J. Álvarez la describe así: “Arenas de Silencio cierra un círculo: la trata salvaje y el abuso cotidiano, lo lejano y lo cercano, lo denunciado y lo callado” y en El País, la periodista Lula Gómez la llama “una invitación a romper el silencio”
La Revista Estudios de Juventud del Observatorio de la Juventud de España, coordinada por la catedrática Ángeles Rubio de la Universidad Rey Juan Carlos de Madrid, recoge esta alusión en su edición de junio de 2018: “La otra cara de la moneda del ocio consuntivo de una parte de la juventud de países ricos, se encuentra en la violencia que sufren sistemáticamente, muchas chicas y mujeres en países en vías de desarrollo, como ilustra el documental Sands of Silence, de Chelo Álvarez-Stehle, dividida ésta en tres categorías: 1. La trata de personas, 2. La violencia por parte de personas extrañas y 3. La violencia en contextos cercanos, y que, desde un punto de vista íntimo capta su realidad.”
La publicación católica digital Aleteia lo cataloga como “un duro y revelador documental sobre un delito cada vez más extendido”, haciendo alusión a la denuncia de abuso sexual en la Iglesia que la película aborda.
Inma Sanchís en La Contra de La Vanguardia  escribe que “el gran valor del documental” es cuando la directora gira la cámara hacia ella misma.
“Arenas de Silencio es una película crítica para romper el silencio y apoyar a las supervivientes a hablar", dice Pierrette Pape de la European Women Network, tras el estreno en Bruselas en el Festival Elles Tournent de 2017.
Tras el estreno en París en el Cinema Luminor Hôtel de Ville, la revista feminista Prostitution et société la define como “un reportaje con grandes valores terapéuticos”.
La crítica Julie Casper Roth de Agnès Films Review analiza: “Álvarez-Stehle es paciente con quienes entrevista, nunca provoca una respuesta rápida de sus personajes o hace un corte prematuro a una nueva escena. Esto establece una intimidad visual y emocional entre el espectador y el tema.”
En Japón, la presentación de la película en el Instituto Cervantes de Tokio en octubre de 2018 generó ecos en prensa y la portada y un reportaje de tres páginas de la revista feminista Josei Tembo, publicada por el ICHIKAWA Fusae Center for Women and Governance, centro dedicado a la gran sufragista Fusae Ichikawa.
El estreno en salas de Arenas de Silencio en Argentina en agosto de 2019, gozó de numerosos ecos en prensa. Adolfo Martínez de La Nación califica a la película como “Buena” y la crítica de Pablo Arahuete para Cinefreaks dice que, “además de ser un gran documental… es ante todo un testimonio de enorme valentía y autorreferencia que escapa rápidamente del atajo de la catarsis en primera persona (como a veces ocurre en ese tipo de documentales) para desplegar un abanico de preguntas sobre cómo interactúan los entornos vinculados con algún caso de abuso una vez destapada la primera pieza de un tapón invisible que cubre y encubre verdades, emociones y traumas que se arrastran a lo largo del tiempo,-o sin pelos en la lengua- que perduran toda la vida".
Arenas de Silencio tuvo su estreno televisivo en Estados Unidos en el canal WORLD Channel y en la cadena PBS el 27 de septiembre de 2020.
En octubre del 2022 la directora Chelo Álvarez-Stehle recibe el Premio a la Igualdad "Teresa León Goyri - Ciudad de Logroño" por su «destacada trayectoria vital como periodista, escritora, cineasta y activista en defensa de los derechos de la mujer y, especialmente, en su lucha contra la violencia sexual y la trata». El jurado ha resaltado su película documental 'Arenas de silencio'.

## Premios
- 2022 Premio a la Igualdad "Teresa León Goyri - Ciudad de Logroño".[39]
- 2020 Premio Malvinas — Festival del Cinema Latinoamericano di Trieste, Italia.[40]
- 2018 Premio Luchas y Derechos de las Mujeres — Porto Femme International Film Festival. Portugal.[41]
- 2017 Mejor Largometraje Documental — 59th Southern California Journalism Awards - Los Angeles Press Club.[42]
- 2017 Mejor Documental Humanitario — TheWIFTS (Women’s Intl. Film and Television Showcase). West Hollywood, California.[43][44]
- 2017 Nominado a Mejor Documental — 32nd Imagen Awards, Beverly Hills, California.[45]
- 2017 Finalista único — Fundación Vicki Bernadet. Premio fada a la Cultura. Barcelona, España.[46]
- 2017 Mejor Documental Internacional - Mención Honorable — Festival Brasil de Cinema Internacional. Río de Janeiro, Brasil.[47]
- 2017 Iguana Dorada y Mejor Documental — Guayaquil International Film Festival. Ecuador.[48]
- 2017 Mejor Película Documental — Malibu International Film Festival, California.[49]
- 2016 Premio de la Audiencia — Malibu International Film Festival. California.[50]
- 2016 Premio del Jurado al Mejor Largometraje Documental — Awareness Film Festival, Los Ángeles.[51]
- 2016 Primer Premio y Biznaga de Plata (Afirmando los Derechos de la Mujer) — Festival de Málaga. España.[52]

## Equipo
Los productores ejecutivos de Arenas de Silencio son Mark Stehle y Deirdre Roney. El director de fotografía es Vicente Franco, nominado al Oscar®, y el equipo de editores está formado por Kate Amend, ganadora de dos Oscar®, Marla Ulloa, María Zeiss y Jean-Philippe Boucicaut. La banda original es de Jason Martin Castillo.

## Enlaces
- Arenas de Silencio: Olas de Valor página oficial
- Arenas de Silencio - Sands of Silence - Ver película en la plataforma Mujeres de Cine
- Sands of Silence English Wikipedia page
- Sands of Silence en Facebook
- Sands of Silence en Twitter
- Sands of Silence en Instagram
- Sands of Silence en IMDb
- Tráiler en inglés (título original): “Sands of Silence: Waves of Courage”
- Tráiler en español: “Arenas de Silencio: Olas de Valor”
- Tráiler en francés “Sables de Silence: Vagues de Courage”
- Tráiler en portugués: “Areias do Silêncio: Ondas de Coragem”
- Tráiler en japonés: 沈黙の砂: 勇気の波
- Tráiler en mandarín simplificado: 沉默之沙：勇气的浪潮